# Millennium Tower (Wiedeń)
Millenium Tower – wieżowiec w Wiedniu, w Austrii o wysokości 202 m (663 stopy). Budynek został otwarty w 1999, posiada 51 kondygnacji.
Bryła budynku jest zbliżona do kilku połączonych cylindrów. Projektantami obiektu byli: Gustav Peichl, Boris Podrecca i Rudolf F. Weber. Główni wykonawcy prac budowlanych to firmy: ARGE, Habau, Voestalpine, MCE AG.

## Galeria

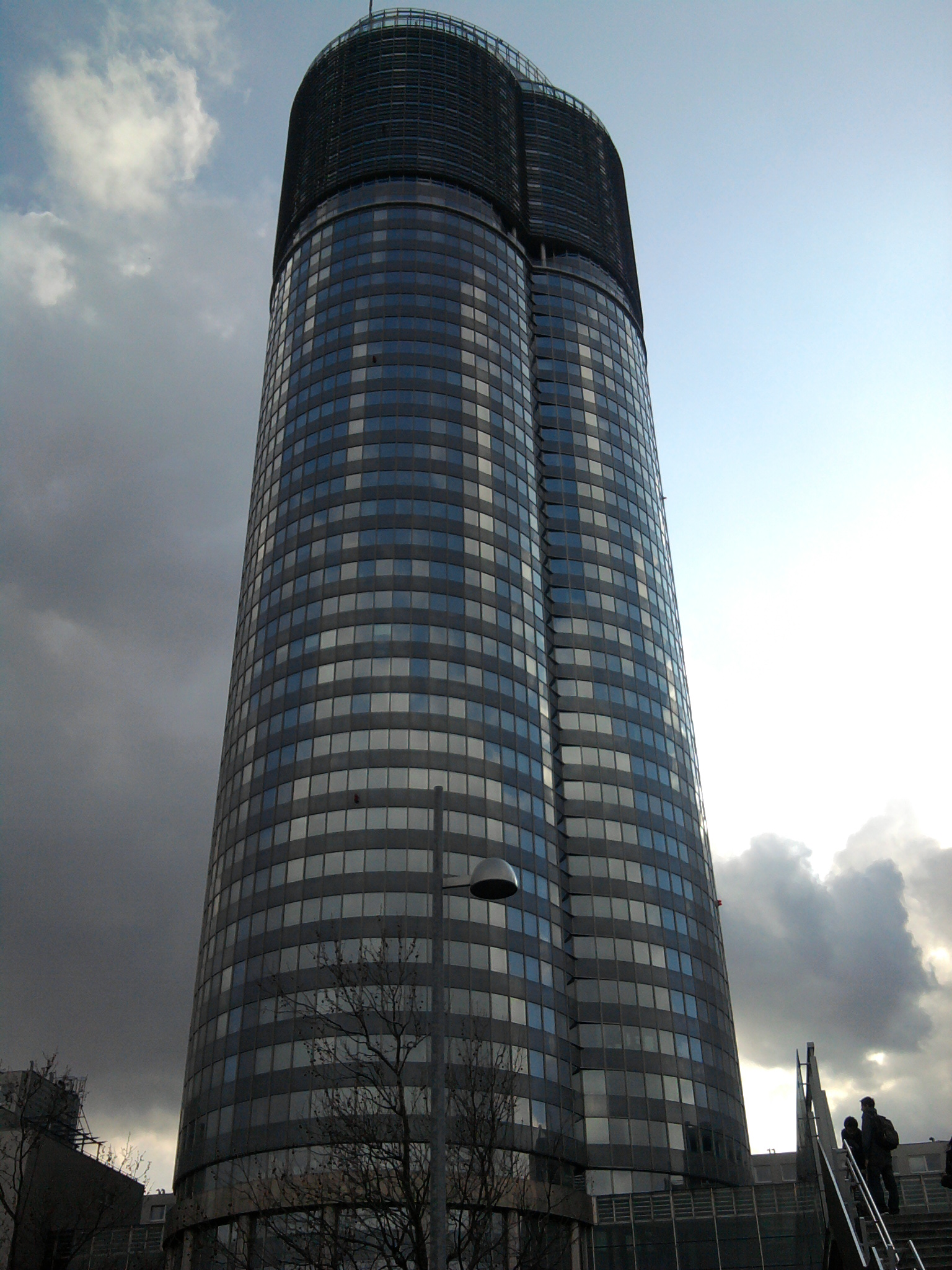
Widok z ulicy
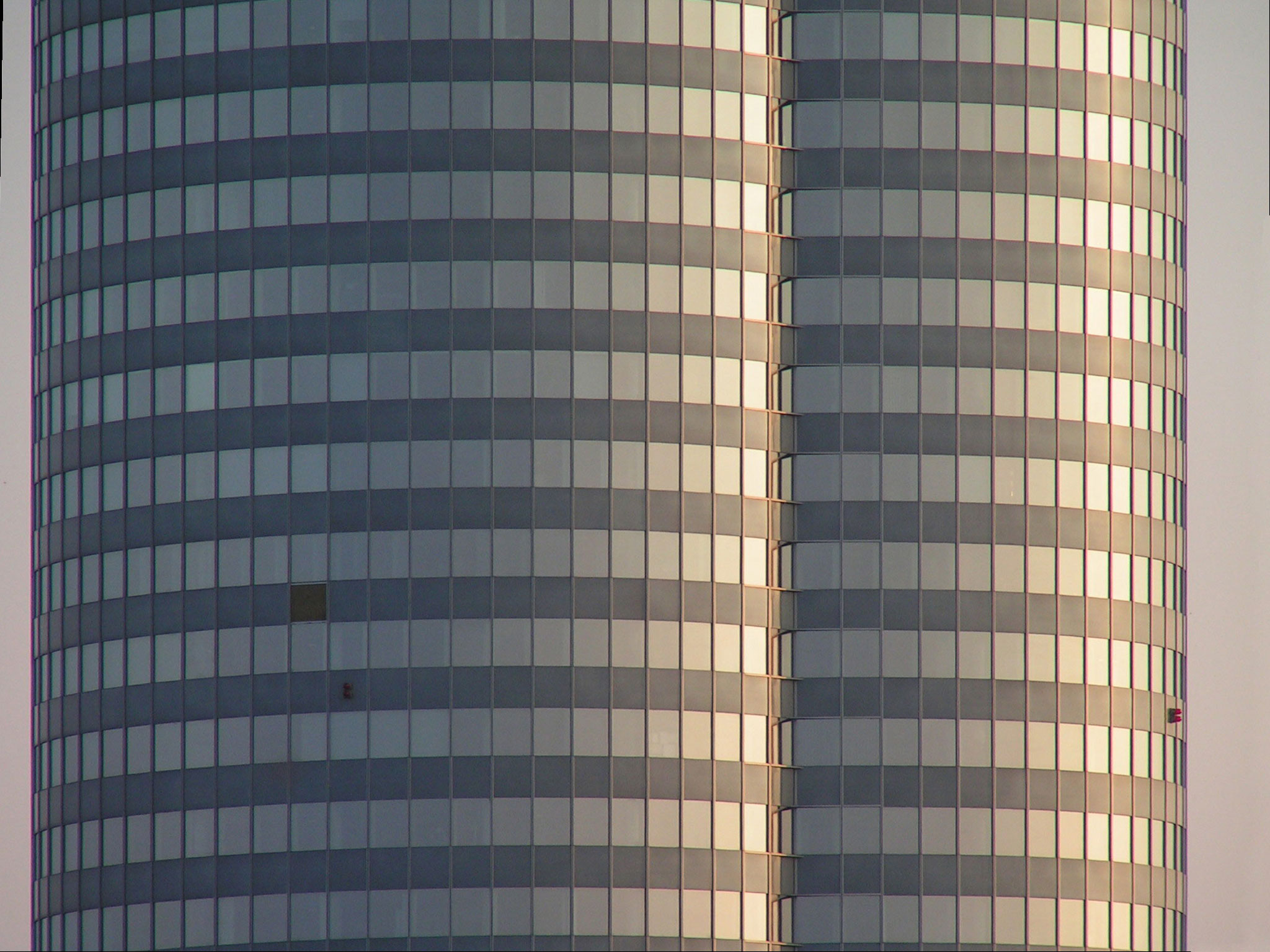
Elewacja